# Ви-ле-Ферру
Ви-ле-Ферру́ (фр. Vy-le-Ferroux) — коммуна во Франции, находится в регионе Франш-Конте. Департамент — Верхняя Сона. Входит в состав кантона Се-сюр-Сон-э-Сент-Альбен. Округ коммуны — Везуль.
Код INSEE коммуны — 70580.

## География
Коммуна расположена приблизительно в 310 км к юго-востоку от Парижа, в 39 км севернее Безансона, в 15 км к западу от Везуля.
По территории коммуны протекает небольшая река Мильё (фр. Milieu).

## Население
Население коммуны на 2010 год составляло 175 человек.
| 1962 | 1968 | 1975 | 1982 | 1990 | 1999 | 2010 |
| ---- | ---- | ---- | ---- | ---- | ---- | ---- |
| 166  | 174  | 141  | 149  | 140  | 146  | 175  |

## Экономика
В 2010 году среди 109 человек трудоспособного возраста (15—64 лет) 80 были экономически активными, 29 — неактивными (показатель активности — 73,4 %, в 1999 году было 67,4 %). Из 80 активных жителей работали 75 человек (47 мужчин и 28 женщин), безработных было 5 (1 мужчина и 4 женщины). Среди 29 неактивных 6 человек были учениками или студентами, 8 — пенсионерами, 15 были неактивными по другим причинам.